# Ostrozub (montagne)
Pour l’article homonyme, voir Ostrozub.
Pour le village kosovar, voir Ostrozub (Orahovac).
Le mont Ostrozub (en serbe cyrillique : Острозуб) est une montagne du sud-est de la Serbie. Il culmine à 1 546 m d'altitude.

## Géographie
Le mont Ostrozub est situé au nord-ouest de Crna Trava et au sud-est de Vlasotince. Il est bordé par la rivière Vlasina au nord et à l'est et par la Južna Morava à l'ouest. Il est entouré par le mont Kruševica au nord, par les monts Ruj au nord-ouest, par la Kukavica à l'ouest, par les monts Čemernik au sud-ouest et au sud et par le mont Gramada à l'est.